# Franciszek Jagusztyn
Franciszek Jagusztyn (ur. 29 listopada 1908 w Rakszawie, zm. 18 marca 1968) – polski polityk, działacz Polskiego Stronnictwa Ludowego (Mikołajczykowskiego) i Zjednoczonego Stronnictwa Ludowego, przewodniczący Prezydium Wojewódzkiej Rady Narodowej w Rzeszowie (1958–1961), prześladowany przez władze komunistyczne.

## Życiorys
W 1928 ukończył gimnazjum w Łańcucie, a w 1932 – studia prawnicze na Uniwersytecie Jana Kazimierza we Lwowie z tytułem magistra. Następnie był działaczem ZMW „Wici”, PSL i pracował jako urzędnik na Kresach Wschodnich. W 1940 roku skazany przez NKWD wyrokiem śmierci, uciekł z Kresów i powrócił do Rakszawy. Po wyzwoleniu organizował kampanię wyborczą Stanisława Mikołajczyka w powiecie rzeszowskim, przez co został w 1947 roku aresztowany przez UB. W pokazowym procesie stalinowskim miał być skazany wyrokiem śmierci, ale został uratowany z powodu wyjazdu Stanisława Mikołajczyka do USA. Nadal był zagrożony aresztowaniem aż do politycznej odwilży w 1956 roku.
10 lutego 1958 roku został wybrany na przewodniczącego Prezydium Wojewódzkiej Rady Narodowej w Rzeszowie (z uprawnieniami wojewody). Po upływie kadencji 22 kwietnia 1961 roku złożył rezygnację z tego stanowiska. W latach 1959–1964 był członkiem Naczelnego Komitetu ZSL.
W latach 1961–1968 pozostawał dyrektorem Związku Spółdzielni Mleczarskich. W swojej działalności politycznej był przeciwny aferom gospodarczym PZPR i rabunkowej eksploatacji rolnictwa. W ZSL należał do frakcji przeciwstawiającej się wobec PZPR. Za swoją działalność polityczną był prowokacyjnie nękany i pomawiany o szpiegostwo. Z powodu represji komunistycznych, które spowodowały komplikacje zdrowotne, zmarł 18 marca 1968 roku.

## Odznaczenia
- Krzyż Oficerski Orderu Odrodzenia Polski
- Krzyż Kawalerski Orderu Odrodzenia Polski
- Medal 10-lecia Polski Ludowej (1955)[3]
- Srebrny Krzyż Zasługi
- Odznaka Zasłużony dla województwa rzeszowskiego
- Odznaka 1000-lecia Państwa Polskiego